# Party (musikalbum)
Party är ett musikalbum av rocksångaren Iggy Pop, utgivet i juni 1981.

## Låtlista
1. "Pleasure" (Ivan Kral, Iggy Pop) - 3:14
2. "Rock and Roll Party" (Kral, Pop) - 4:13
3. "Eggs on Plate" (Kral, Pop) - 3:44
4. "Sincerity" (Kral, Pop) - 2:41
5. "Houston is Hot Tonight" (Kral, Pop) - 3:32
6. "Pumpin' for Jill" (Kral, Pop) - 4:33
7. "Happy Man" (Kral, Pop) - 2:20
8. "Bang Bang" (Kral, Pop) - 4:09
9. "Sea of Love" (George Khoury, Phil Baptiste) - 3:41
10. "Time Won't Let Me" (Tom King, Chet Kelley) - 3:16

## Medverkande
- Iggy Pop - sång
- Ivan Kral - gitarr, keyboard
- Bob Duprey - gitarr
- Michael Page - bas
- Douglas Bowne - trummor